# هجوم دير الزور (يناير–فبراير 2017)

مدينة دير الزور باللون الأحمر.

في يوم 14 يناير 2017 قام تنظيم الدولة الإسلامية بشن هجوم على المناطق الخاضعة لسيطرة الحكومة السورية بمدينة دير الزور وقد أسفر الهجوم عن مقتل العشرات وإصابه والعديد الجرحى.

## التفاصيل
هزت 6 انفجارات على الأقل المدينة واشتبك مسلحو التنظيم مع قوات الجيش السوري، ورد طيران الجيش السوري بقصف مواقع للتنظيم.